# Läktare

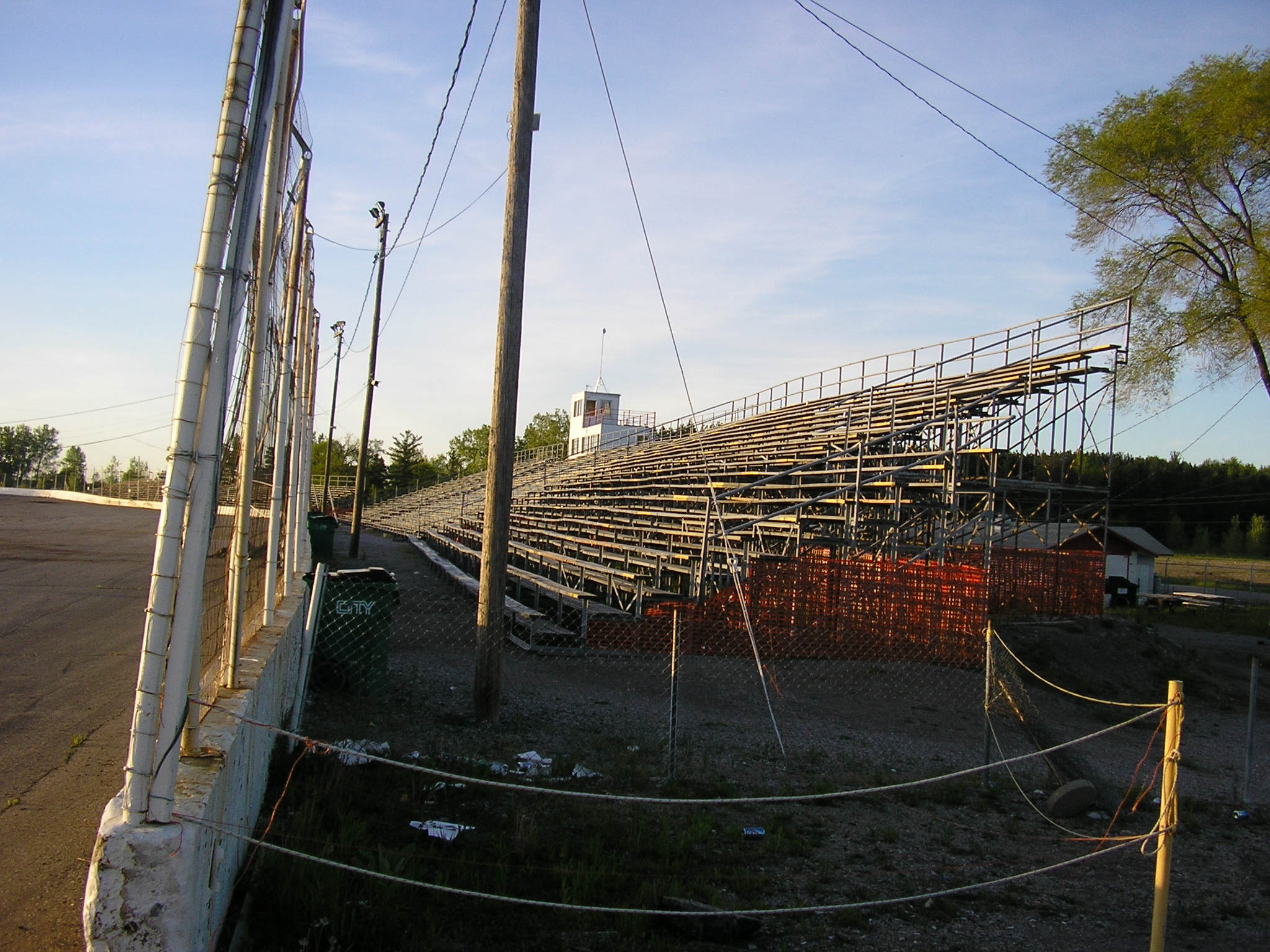
En läktare vid en speedwayanläggning i USA.

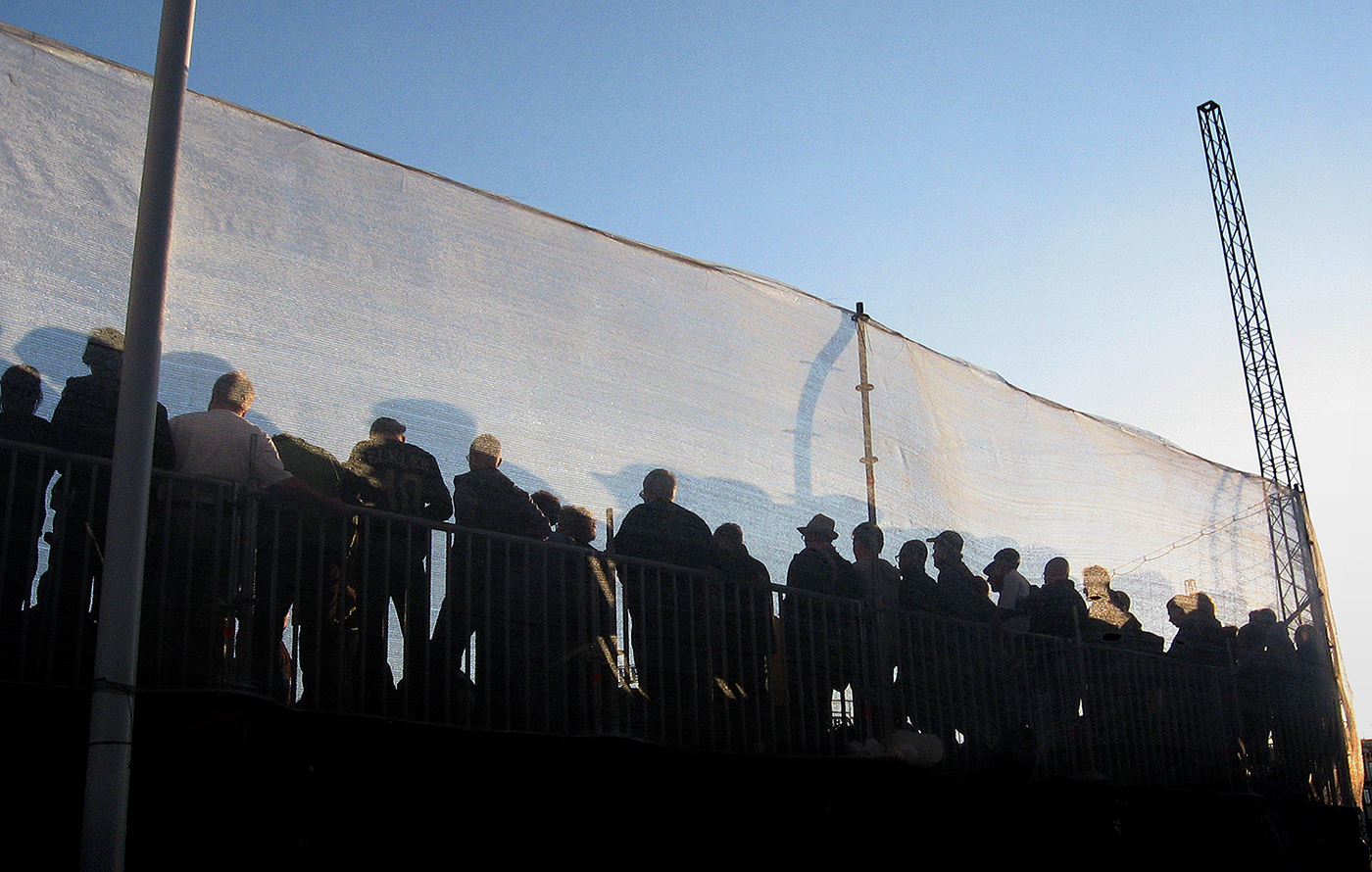
Läktare med vindskydd för Beachvolley, tillfälligt uppbyggd på Rådhusplatsen i Köpenhamn 2007.

Läktare är en upphöjd struktur (inomhus eller utomhus) med sitt- eller ståplatser för åskådare, åhörare eller en kör.
Det kan vara en utbyggnad i kyrka eller större samlingsrum (i äldre kyrkor motsvarande empor), eller en tribun för någon högtidlighet, eller på en idrottsplats, (arena), eller i ett teaterhus.
Traditionellt är läktaren på många sportanläggningar uppdelade i ståplats- och sittplatssektioner, dvs. ståplatsläktare och sittplatsläktare. Åtskilliga anläggningar har dock tagit bort ståplatssektionerna och ersatt dessa med sittplatser.[källa behövs]
Läktare kallas också en bogserad pråm.